# Penbutolol
Penbutololul este un medicament din clasa beta-blocantelor neselective, fiind utilizat în tratamentul unor afecțiuni cardiace, precum este hipertensiunea arterială. A fost aprobat pentru uz terapeutic de către FDA în anul 1987, dar a fost retras de pe piață în ianuarie 2015 din Statele Unite.